# Марк Юний Силан (консул 19 года)
Марк Ю́ний Сила́н (лат. Marcus Iunius Silanus), иногда — Марк Юний Силан Торква́т (лат. Marcus Iunius Silanus Torquatus; родился около 15 года до н. э., Римская империя — умер около 36 года, там же) — древнеримский военный и политический деятель из знатного плебейского рода Юниев Силанов, ординарный консул 19 года. Позднее, в 29—35 годах, в качестве проконсула управлял Африкой.

## Биография

### Происхождение игражданская карьера
Марк происходил из знатного плебейского рода Юниев Силанов; его отцом был Марк Юний Силан, сын консула 25 года до н. э., носившего такое же имя. Матерью будущего консула, скорее всего, являлась Домиция Кальвина, дочь Луция Кальпурния Бибула, одного из сыновей консула 59 года до н. э., политического оппонента Гая Юлия Цезаря.
В 19 году занимал должность ординарного консула. С 29 по 35 годы в ранге проконсула управлял римской провинцией Африка.

### Семья и потомки
Известно, что в 13 году Силан Торкват женился на Эмилии Лепиде, дочери Юлии Младшей, правнучке Октавиана Августа. В браке у пары родилось пятеро детей:
- Марк Юний Силан (14—54), консул 46 года;
- Луций Юний Силан Торкват (12—49), претор 48 года;
- Децим Юний Силан Торкват (16—64), консул 53 года;
- Юния Лепида (15 или 20—59), известна как антагонист Агриппины Младшей;
- Юния Кальвина (25—79), недолгое время была женой политика Луция Вителлия, сына консула 34 года Луция Вителлия. Обвинена в инцесте с братом Луцием и отправлена в ссылку.